# Gare de Terrasson-Lavilledieu
Gare de Terrasson-Lavilledieu – stacja kolejowa w Terrasson-Lavilledieu, w departamencie Dordogne, w regionie Nowa Akwitania, we Francji. Została otwarta w 1860 przez Compagnie du chemin de fer de Paris à Orléans. Obecnie jest zarządzana przez SNCF (budynek dworca) i przez RFF (infrastruktura).
Stacja jest obsługiwana przez pociągi Intercités i TER Aquitaine.

## Historia
Stacja Terrasson została otwarta 17 września 1860 przez Compagnie du Chemin de fer de Paris à Orléans (PO), gdy otwarto odcinek linii Périgueux-Brive.
Stała się stacją węzłową wraz z uruchomieniem linii Hautefort-Terrasson przez Compagnie du Chemin de fer de Paris à Orléans (PO) 15 października 1898.

## Linie kolejowe
- Coutras – Tulle
- Hautefort – Terrasson